# Anthony St Leger
Anthony St. Leger ou Sellenger, (né vers 1496 à Ulcombe dans le Kent, mort le 16 mars 1559 au château de Leeds, dans le Kent) est un homme politique anglais et un Lord Deputy d'Irlande durant la période Tudor, chevalier de l'Ordre de la Jarretière.

## Biographie
Anthony St. Leger est le fils aîné de Ralph St. Leger de Ulcombe, Kent, et d'Isabel ou Elizabeth Haute. Sa mère est la fille de Richard Haute (décédé le 8 avril 1487) et d'Elizabeth Tyrrell, veuve de Sir Robert Darcy (vers 1420 - 2 novembre 1469) de Maldon, Essex, et fille de Sir Thomas Tyrrell (décédé le 28 mars 1477) à Heron dans le village de East Horndon, comté de l'Essex, ; Il fit ses études à l'étranger et à l'Université de Cambridge. Il gagna rapidement la faveur du roi Henry VIII, et en 1537 il fut nommé président d'une commission d'enquête sur l'état de l'Irlande. Au fil de ce travail, il obtînt beaucoup de connaissances utiles sur le pays. En 1539, il est fait chevalier et est nommé shérif de Kent.

### Lord Deputy
Le 7 juillet 1540, Anthony est nommé Lord Deputy d'Irlande et chargé de la répression des troubles. Il lutta contre le clan Kavanagh, en ne l'autorisant à conserver ses terres que s'il acceptait la tenure féodale sur le modèle de l'Angleterre. Par une politique similaire, il exigea obéissance de la part des clans O'More, O'Toole et O'Conor dans les comtés de Laois et d'Offaly, et après avoir concilié le clan O'Brien à l'ouest et le comte de Desmond au sud, il fit adopter une loi au parlement irlandais de Dublin conférant le titre de roi d'Irlande à Henry VIII et ses héritiers. Conn O'Neill, qui y était resté hostile et revêche, fut forcé de se soumettre.
La politique de St. Leger était généralement une politique de modération et de conciliation, d'autant plus que Henry VIII le souhaitait. Il recommanda le clan O'Brien, quand celui-ci donna des signes de soumission, pour le titre de comte de Thomond ; O'Neill fut nommé premier comte de Tyrone, un conseil administratif fut institué dans la province de Munster, et en 1544 une levée de soldats irlandais s'accrût pour le service dans les guerres d'Henri VIII. L'influence personnelle de St. Leger se révéla lors du déclenchement de troubles lors de sa visite en Angleterre en 1544 et la restauration rapide de l'ordre à son retour quelques mois plus tard. St. Leger conserva sa charge sous Édouard VI d'Angleterre, et de nouveau réprima efficacement les tentatives de rébellion des clans O'Conor et O'Byrne. De 1548 à 1550, Anthony était en Angleterre, et revint chargé d'introduire la liturgie réformée en Irlande. Ses méthodes de conciliation amenèrent à son rappel à l'été 1551. Après l'accession au trône de la reine Marie Ire d'Angleterre, il fut de nouveau nommé Lord Deputy en octobre 1553, mais une inculpation pour falsification le fit rappeler pour la troisième fois en 1556. Il mourut alors que l'enquête était toujours en cours, époque à laquelle il fut élu (en 1559) Membre du Parlement pour le Kent.

### Vie privée
En tant qu'homme, St. Leger semble avoir été querelleur et impopulaire: il était certainement en très mauvais termes avec d'autres personnages de premier plan de l'administration de Dublin, notamment John Alan, Lord Chancelier d'Irlande, et George Browne, l'archevêque de Dublin. À la suite des plaintes de St. Leger, Alan fut démis de ses fonctions et bien qu'il les réintégra plus tard, les deux hommes se trouvèrent dans l'impossibilité de travailler ensemble. L'archevêque accusa St. Leger de trahison, donnant pour source Alan, mais l'inculpation ne donna rien quand Alan, peut-être étonnamment, refusa de corroborer la version. Quand St. Leger donna le haut commandement militaire à James Butler, 9e comte d'Ormonde, il fut accusé par les alliés d'Alan de mettre délibérément en danger la vie du comte et la mystérieuse mort du comte d'Ormonde par empoisonnement à Londres en 1546 fut pour le moins, extrêmement pratique pour St. Leger.
Avec sa femme Agnès, fille de Hugh Warham, nièce de l'archevêque William Warham il eut au moins cinq fils et deux filles.
- William St. Leger. Il mourut avant son père et fut lui-même père de Sir Warham St. Leger (décédé en 1600) et grand-père de William St Leger (décédé en 1642), président de la province de Munster.
- Warham St. Leger .
- Anthony St. Leger, qui devînt Master of the Rolls d'Irlande en 1593 ; des sources le décrivent plus comme le neveu que le fils aîné d'Anthony[7];]

On lui attribua la possession du château de Leeds en 1552.
Selon le Irish Genealogical Office de Dublin, Sir Anthony St. Leger eut le siège de Lord Deputy d'Irlande non pas trois périodes mais cinq. Les périodes sont les suivantes :
- 1re période : 7 juillet 1540 au 10 février 1544
- 2e période : 3 juillet 1544 au 1er avril 1546
- 3e période : 7 novembre 1546 au 21 mai 1548
- 4e période : 4 août 1550 au 23 mai 1551
- 5e période : 1er septembre 1553 au 26 mai 1556.

### Source
Cet article contient des éléments d'une publication dans le domaine public: Chisholm, Hugh, ed. (1911). Encyclopædia Britannica (11e ed.). Cambridge University Press